# Konkola Stadium
Het Konkola Stadium is een multifunctioneel stadion in Chililabombwe, een stad in Zambia. Het stadion wordt vooral gebruikt voor voetbalwedstrijden. De voetbalclubs Konkola Blades F.C. en Konkola Mine Police F.C. spelen in dit stadion hun thuiswedstrijden. In het stadion is plaats voor 15.000 toeschouwers. Zambia wilde in 2019 de Afrika Cup organiseren en gaf dit stadion op als een van de stadions die gebruikt konden worden op dat internationale toernooi. Kameroen werd uiteindelijk aangewezen als gastland.

## Ramp
Op 2 juni 2007 kwamen er in dit stadion 12 mensen te overlijden en raakten er meer dan 40 mensen gewond na een wedstrijd tussen Zambia en Congo-Brazzaville. Zambia had deze Afrika Cup kwalificatie wedstrijd gewonnen en bij het naar buiten gaan brak er onrust en paniek uit. De oorzaak was onduidelijk, maar volgens ooggetuigen waren er meer mensen in het stadion dan eigenlijk toegestaan. In mei 2008 gaf de FIFA na inspectie weer toestemming om in dit stadion te spelen. Dit was voor Zambia nodig om in eigen land de kwalificatiewedstrijden voor het WK te kunnen spelen. Het grootste stadion van het land is door renovaties niet beschikbaar.